# THE 610 BASE
THE 610 BASE（ムトベース）は、京都府福知山市にある廃校（福知山市立中六人部小学校）跡地を活用したイチゴ栽培を主とした体験型農業施設。地域住民のみで維持が困難になった廃校を、企業が地域と連携しながら人の集まる場所として再生を図る試みで、企業連携による廃校活用のモデル事例として紹介される。

## 事業内容
「紅ほっぺ」や「かおり野」などの品種のいちごを栽培しており、「奥京都廃校苺」というブランド名を用いている。次世代農業の取り組みとして、いちご栽培をリアルタイムで管理するIoT農業、自然由来の成分を使用し農薬の使用量をできる限り抑えた低農薬栽培、外気温の変化による影響が少ない井戸水の使用、いちご栽培専用の有機培養土を使用した農業を行っている。

## 沿革
2018年（平成30年）3月、福知山市中六人部地区にある福知山市立中六人部小学校が学校統廃合によって閉校となった。廃校施設を地域住民で維持するのが困難であるため、2019年（令和元年）11月7日には福知山市が跡地の活用に関する公募型プロポーザルを実施した。福知山市は農業を主軸とする提案を行った井上株式会社を選定した。選定された井上株式会社は、福知山市篠尾新町に70年以上本社を置く総合電機技術商社で、IoTや電気設備の事業をしてきた企業である。
2020年（令和2年）1月、福知山市と井上株式会社は、10年間の賃貸借契約を結んだ。
ここを拠点とするのは、井上株式会社の社員4人のチーム「FIELDS THE BASE（フィールズ・ザ・ベース）」で、2019年（令和元年）から近くの農地で農家の指導を受けつつイチゴの試験栽培を開始。2020年（令和2年）、廃校活用・地域課題解決・次世代農業の取り組み例となるべく、かつての校庭に7棟のビニールハウスを並べ、同年9月には生産量8 - 10トンと想定し1万5千株のイチゴの苗を植えた。同年10月には、農業事業参入の拠点と位置付けたTHE 610 BASEがオープンし、記念イベントには地域住民や卒業生など750人もの人々が詰めかけた。
THE 610 BASE（ムトベース）という名称は、「六人部」（むとべ）という地名と、これからも多くの人達が集う「基地」になるようにという意味を込めて、付けられた。
なお、福知山市は2012年度（平成24年度）から2020年度（令和2年度）まで小学校の統廃合を進めており、約10年間で16校の小学校が閉校となっている。小学校は地域の中心部に位置する場合が多いため、福知山市は2019年度（令和元年度）から廃校の民間活用を模索している。2020年度（令和2年度）秋には廃校マッチングバスツアーを企画して反響を呼ぶなどした。旧中六人部小学校のほかには、旧福知山市立佐賀小学校を和菓子屋の足立音衛門が活用した「里山ファクトリー」、旧福知山市立細見小学校を株式会社リボーンズ北近畿が活用した施設、旧福知山市立川合小学校を株式会社かわいが活用した施設などがある。

## 施設

### 校舎
校内は自由に休憩に使うことができ、ベンチなどが整備されている。2021年（令和3年）7月、校舎内にスケートボードのランプであるRAMP610がオープンした。
- 販売ブース - THE 610 BASEで採れた農作物を使用した加工品やオリジナルグッズ、地域のおすすめ商品を販売している。
- 学校カフェ - いちごを使ったドリンクやデザートを販売しており、ベンチや教室で食べることができるほか、テイクアウトにも対応する[8]。持ち込みのお弁当を食べることも可能。
- ワークショップ（※予約制） - 教室でいちごの実を使った染色体験やジャムづくりなど様々なワークショップを行うことができる。

### 校庭
7棟分のハウスをブチ抜きつなげた広さ2,142平方メートルのイチゴ栽培施設を建設し、2020年（令和2年）9月から本格的な栽培を開始した。地元洋菓子店などに販売したり、ソースなどに自社加工を行うほか、収穫体験施設として集客力のある「楽しい価値」を提供できる施設を目標としている。
ハウス内の温度・湿度・潅水・施肥などの栽培管理は自社の制御技術を用いて自動化されている。
- いちご摘み体験 - 「紅ほっぺ」「かおり野」「章姫」の３種類のいちごを約15,000株を栽培。12月末 - 5月末にいちご摘み体験を行うことができる。
- 農業体験（※予約制）- 未就学児 - 高校生と幅広い年齢に対応した農業体験カリキュラムも（校外学習）行うことができる。体験内容は、いちごフィールドでいちご苗植え体験や収穫体験、黒豆フィールドで黒豆種まき体験や収穫体験、畑・ハウスの手入れなどその時期の畑仕事体験が可能。

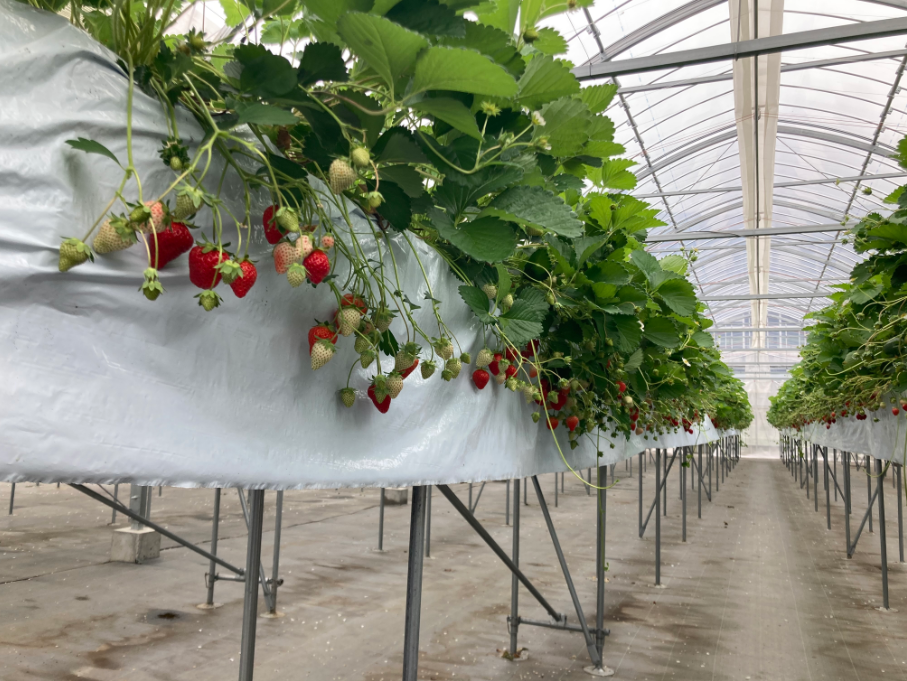
栽培されているいちご
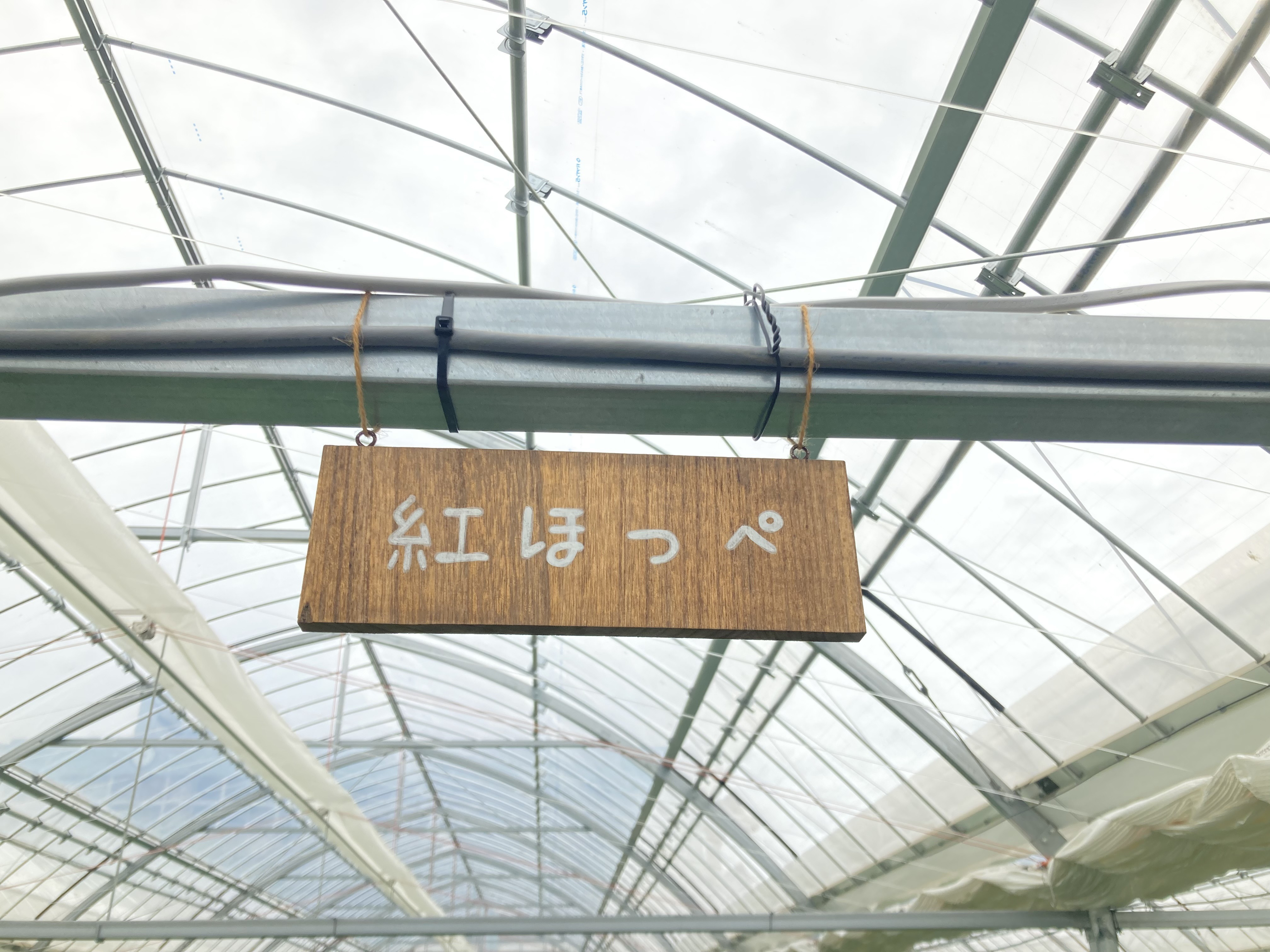
紅ほっぺ
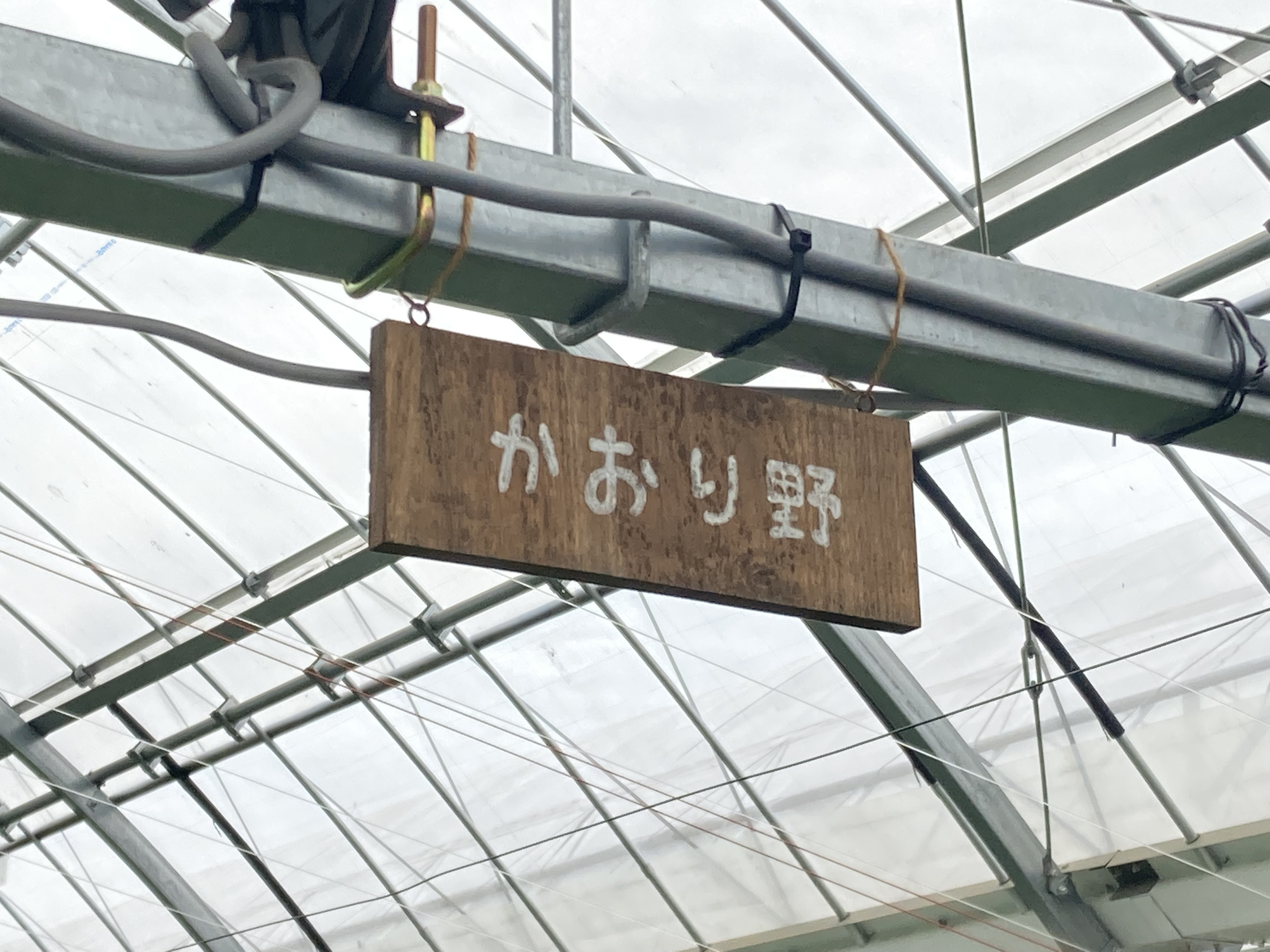
かおり野
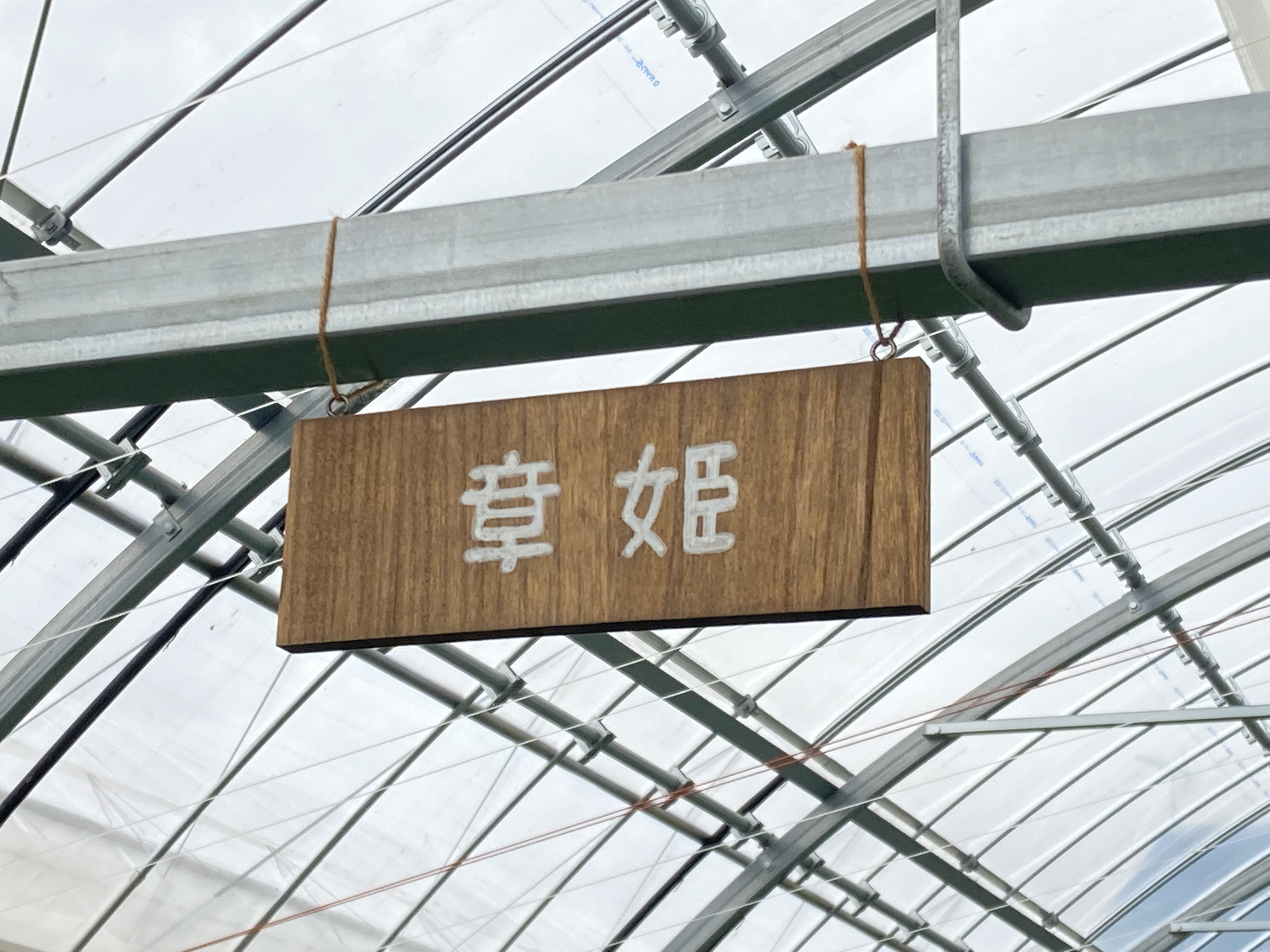
章姫

## 施設概要
- 所在地：620-0836 京都府福知山市大内1767
- 開館時間：9:00 - 16:00
- 休館日：不定休
- 入館料：無料（※いちご摘み体験・ワークショップは有料）

## アクセス
車
- 舞鶴若狭自動車道・福知山ICから、約7分（ICから南に進み国道9号 - 府道708号）